# Interactive Ruby
Interactive Ruby (IRB、irb) は、Rubyを対話的に実行 (REPL) するためのシェルである。
irbコマンドを実行することでコマンドプロンプトが表示され、Rubyの式を入力することでそれが実行され、結果が表示される。
Readlineがインストールされている場合、コマンドライン編集や履歴などの機能を利用できる。
Ruby 2.7に添付されているirbでは、Readlineに代わってRelineが採用された。
irbは石塚圭樹によって開発された。

## 構文と実行例
構文:
```
irb
 
[
options
]
 
file_name
 
opts

```

実行例:
```
irb(main):001:0> 
n
 
=
 
5

=> 5

irb(main):002:0> 
def
 
fact
(
n
)

irb(main):003:1> 
  
if
 
n
 
<=
 
1

irb(main):004:2> 
    
1

irb(main):005:2> 
  
else

irb(main):006:2* 
    
n
 
*
 
fact
(
n
 
-
 
1
)

irb(main):007:2> 
  
end

irb(main):008:1> 
end

=> :fact

irb(main):009:0> 
fact
(
n
)

=> 120

irb(main):001:0> 
class
 
Cat

irb(main):002:1> 
  
def
 
meow

irb(main):003:2> 
    
puts
 
'The cat meows.'

irb(main):004:2> 
  
end

irb(main):005:1> 
end

=> :meow

irb(main):006:0> 
Cat
.
new
.
meow

The cat meows.

```